# Deycimont
Deycimont é uma comuna francesa na região administrativa de Grande Leste, no departamento de Vosges. Estende-se por uma área de 6,32 km². Em 2010 a comuna tinha 322 habitantes (densidade: 50,9 hab./km²).61 hab/km².